# Een moment zonder jou
Een moment zonder jou is een nummer van de Nederlandse rapster Nasty uit 1996. Het is de eerste single van haar album Kleurenblind.
Nasty schreef het nummer aanvankelijk voor Ruth Jacott, die op dat moment aan een nieuw album werkte. Het nummer haalde het album echter niet, dus besloot Nasty het zelf maar op te nemen. Het werd haar eerste en enige hit in Nederland, en haalde de vierde positie in de Nederlandse Top 40.
In 2019 maakte Kris Kross Amsterdam samen met Kraantje Pappie en Tabitha een remake van het nummer, genaamd Moment.